# The First Stone
Pour plus de détails, voir Fiche technique et Distribution.
The First Stone (littéralement : La première pierre) est un film muet américain réalisé par Frank Cooley, sorti en 1915.

## Fiche technique
- Titre : The First Stone
- Réalisation : Frank Cooley
- Scénario :
- Producteur :
- Société de production : American Film Manufacturing Company
- Société de distribution : Mutual Film
- Pays de production :  États-Unis
- Langue : film muet avec les intertitres en anglais
- Métrage : 300 m
- Format : Noir et blanc — 35 mm — 1,33:1 — Muet
- Genre : Film dramatique
- Durée : 10 minutes
- Date de sortie : 
  - États-Unis : 30 mars 1915

## Distribution
- Irving Cummings : John Steel
- Virginia Kirtley : Mary Carr
- Fred Gamble : Dr. Hardy
- Webster Campbell : Ernest Johnson
- Joe Harris : Révérend Arthur Johnson